# كرونة سويدية
الكرونة السويدية (بالسويديّة: svensk krona) العملة الرسميّة لسويد، رمزها (kr أو SEK) ويصدرها مصرف سفيريجيز ريكسبانك، الكرونة السويدية الواحدة مقسمّة إلى مئة إيري (بالسويديّة: öre) وسعر صرفها كل دولار أمريكي = 8.3022 كرونة سويدية، أصدرت هذه العملة عام 1981.
تنقسم الكرونة الواحدة إلى 100 أور (جمعه أور أو أورن بالسويدية، ويستعمل الأول مع ألفاظ العقود دائمًا «50 أور»، أما الثاني فهو المفضّل في اللغة المعاصرة). ولكن كل عملات الأور انقطع استخدامها منذ 30 سبتمبر 2010. لم يزل تسعير البضائع بالأور ممكنًا، ولكن المجاميع تقرّب إلى أقرب كرونة عند الدفع بالكاش. كلمة أور مشتقة من الكلمة اللاتينية أورم (أي الذهب).

## التاريخ
كان أول أمر الكرونة، التي حلت محل الريكسدالر، نتيجة للاتحاد النقدي الإسكندنافي، الذي تفعّل عام 1876 واستمر إلى بداية الحرب العالمية الأولى. كانت الدول الإسكندنافية أعضاء هذا الاتحاد، وكانت فيها كلمة كرونا في السويد وكرون في الدنمارك والنرويج، ومعنى الكلمة: «التاج». كانت العملات الثلاثة على نظام الذهب، وكان الكرون معرّفًا بأنه 1/2480 من كيلوغرام واحد من الذهب الخالص.
بعد حل الاتحاد النقدي في أغسطس 1914، قررت السويد والدنمارك والنرويج جميعًا أن تحافظ على أسماء عملاتها التي أصبحت اليوم مستقلة. ولكن معدل التحويل 1:1:1 لم يزل مستمرًّا إلى أن حلت أزمة اقتصادية في أوائل ثلاثينيات القرن العشرين.

## المصكوكات

### مصكوكات معاصرة
في 11 سبتمبر 2012، أعلن ريكسبانك سلسلة جديدة من المصكوكات بأحجام كثيرة، لتحل محل مصكوكات الكرونة والخمس كرونات، وصلت هذه المصكوكات في أكتوبر 2016. يتبع تصميم المصكوكات نموذج أغنية كاتب الأغاني والمغني تد غاردستاد «Sol, vind och vatten» (شمس، ريح وماء)، إذ رُسمت هذه العناصر على الوجه المقلوب للمصكوكات. شمل هذا القرار إعادة مصكوكات الكرونتين، وبقيت ذات العشر كرونات نفسها. تحمل المصكوكات الجديدة صورة الملك في تصميمها. من أسباب هذه السلسلة الجديدة إنهاء استعمال النيكل (لأسباب الحساسية). توقفت آلات البيع وعدادات انتظار السيارات إلى درجة كبيرة عن قبول المصكوكات، إذ لا تقبل إلا البطاقات البنكية أو الدفع بالهاتف المحمول. النقد كله قليل الاستعمال في السويد، إذ يتجنبه كثير من الناس ما أمكن.

### تاريخ المصكوكات
بين عام 1873 و1876، صُكّت مصكوكات ذوات 1 و2 و5 و10 و50 أورًا، و1 و2 و10 و20 كرونة. كانت أول ثلاثة فئات بالبرونز، وذوات 10و 25 و50 أورًا، والكرونة الواحدة والكرونتين بالفضّة، والعشر كرونات والعشرون كرونةً بالذهب. أما ذات الخمس كرونات الذهبية فأضيفت عام 1881.
في عام 1873 ثُبّتت عملة اتحاد النقد الإسكندنافي لتصبح كل 2,480 كرونة تشتري كيلوغرامًا واحدًا من الذهب. في عام 2017 سعر كيلوغرام الذهب الواحد 365,289 كرونة. فالأور الواحد عام 1873 يشتري 1.47 كرونة في عام 2017. فإذا كان منطقيًّا اليوم أن تكون أصغر عملة هي الكرونة الواحدة، ففي عام 1873 كان منطقيًّا أن أصغر عملة هي الأور الواحد. كانت مصكوكة ذات العشر كرونات الذهبية تساوي 4.40803 غرامًا من الذهب ونقاوتها 900 أي إن الوزن الصافي هو 4.03327 أو 1/248 من الكيلوغرام.
في عام 1902، توقف إنتاج مصكوكات الذهب، ليعود بعدها فترة وجيزة عام 1920 و1925 وينقطع بعدها تمامًا. بسبب نقص المعادن في الحرب العالمية الأولى، حل الحديد محل البرونز بين عامي 1917 و1919. وحل النيكل البرونزي محل الفضة في فئات 10 و25 و50 أورًا في عام 1920، لتعود الفضة عام 1927.
أدّى نقص المعادن في الحرب العالمية الثانية مرة أخرى إلى تغيير الصك السويدي. بين عامي 1940 و1947 حل النيكل البرونزي مرة أخرى في فئات 10 و25 و50 أورًا. في عام 1942، حل الحديد مرة أخرى محل البرونز (إلى 1952)، وقلل المحتوى الفضي في المصكوكات الأخرى. في عام 1962، حل النيكل النحاسي محل الفضة في ذوات 10 و25 و50 أورًا.
في عام 1968، انتقلت ذات الكرونتين إلى النيكل النحاسي وذات الكرونة إلى النحاس المغطى بالنيكل النحاسي (وحل النيكل النحاسي محله في عام 1982). ولكن كل المصكوكات السابقة لفئة الكرونة (منذ 1875) والكرونتين (منذ 1876) ظلّت عملة قانونية إلى عام 2017، ولو أن عملات ذات الكرونتين نادرة الوجود لأنها لم تصدر منذ 1971. حوت ذوات الكرونتين 40% من الفضة إلى عام 1966، أي إنها بقيت سنين عديدةً أثمن من قيمتها الظاهرة، لذا بيع معظمها وذُوّب، وحافظ الجامعون على البقية.
في عام 1954 و1955 و1971، أنتجت مصكوكات فضية ذوات 5 كرونات، تصاميمها مشابهة لمصكوكات الكرونة والكرونتين المعاصرة. في عام 1972، صُكّت عملة أصغر ذات خمس كرونات، بالنيكل المغطّى بالنيكل النحاسي. بدأ إنتاج التصميم الحالي منذ 1976. لم تزل مصكوكات الخمس كرونات المصكوكة منذ 1954 عملة قانونية ولكن معظمها في يد الجامعين بسبب محتواها من الفضة.
شعار الملك الملكي منقوش كذلك على كثير من المصكوكات. صُمّمت ذات خمس كرونات جديدة في عام 1974، عندما كان بعض السياسيين يحاولون إسقاط الملكية والملك الشاب غير الخبير. بقيت المملكة، ولكن ذات الخمس كرونات لم تحو رسمًا لها. أما المصكوكات المصكوكة قبل 1974 فلها الحجم نفسه، ولكنها تحوي رسمًا للملك غوستاف السادس أدولف وشعاره الملكي.